# Holopsis
Holopsis là một chi bọ cánh cứng trong họ Corylophidae.

## Các loài
Có khoảng 9 loài được mô tả trong chi này.
- Holopsis carolinae (Casey, 1900)
- Holopsis convexa (Casey, 1900)
- Holopsis flavoocellus (Blatchley, 1927)
- Holopsis impunctatus (Casey, 1900)
- Holopsis marginicollis (LeConte, 1852)
- Holopsis sphaericula (Casey, 1900)
- Holopsis subtropicus (Casey, 1900)
- Holopsis suturalis (Sharp in Blackburn and Sharp, 1885)
- Holopsis virginica (Casey, 1900)